# Rhododendron 'Cornell Pink'
Rhododendron 'Cornell Pink' — сорт листопадных рододендронов.

## Биологическое описание
Высота взрослых растений 150—250 см, ширина 100—150 см.
Листья ланцетовидные, летом зелёные, 30-80 х 15-50 мм. На нижней стороне листа и по жилкам редкие волоски.
Соцветия 1—3 цветковые.
Цветки широко-воронковидные, розовые со слабо выраженными оранжевыми пятнами, 25 х 40 мм.

## В культуре
Выдерживает понижения температуры до −29°С. Зоны морозостойкости: от 4а до более тёплых.

## Потомки
- 'Airy Fairy' Maloney F. Mrs., 1968 = Rhododendron lutescens x 'Cornell Pink'
- 'April Pink' Kehr A.E., 1969 =	Rhododendron minus var. chapmanii x 'Cornell Pink'
- 'Carolina Dilly' Tolstead W.L., 1972 =	Rhododendron minus Carolinianum Group x 'Cornell Pink'
- 'Coral Glow' Mehlquist G.A.L, 1967 = 'Cornell Pink' x Rhododendron lutescens
- 'Leslie Hancock' Hancock L, 1985 =	Rhododendron minus Carolinianum Group x 'Cornell Pink'
- 'Llenroc' Mezitt, E.V., 1958 =	Rhododendron minus Carolinianum Group x 'Cornell Pink'
- 'Vallya' Mezitt E.V., 1958 = Rhododendron minus Carolinianum Group x 'Cornell Pink'
- 'Weston's Pink Diamond' Mezitt E.V., 1964 =	PJM Group x 'Cornell Pink'